# جاهلیه، الشوف
جاهلیه (به عربی: جاهلية) یک منطقهٔ مسکونی در لبنان است که در شهرستان شوف واقع شده‌است.
 جاهلیه  ۵٬۵۰۰ نفر جمعیت دارد.